# Callochiton multidentatus
Callochiton multidentatus är en blötdjursart som först beskrevs av Carpenter in Pilsbry 1892.  Callochiton multidentatus ingår i släktet Callochiton och familjen Ischnochitonidae. Inga underarter finns listade i Catalogue of Life.